# Golden Globe-galan 2009
Den 66:e upplagan av Golden Globe Awards, som belönade insatser inom TV och film från 2008, sändes från Beverly Hilton Hotel i Beverly Hills, Kalifornien den 11 januari 2009 av NBC.

## Vinnare och nominerade
Vinnarna listas i fetstil.

### Filmer
| Bästa film - drama | Bästa film - musikal eller komedi |
| --- | --- |
| - Slumdog Millionaire - Benjamin Buttons otroliga liv - Frost/Nixon - The Reader - Revolutionary Road | - Vicky Cristina Barcelona - Burn After Reading - Happy-Go-Lucky - In Bruges - Mamma Mia!                                                                                                  |
| Bästa manliga huvudroll - drama | Bästa kvinnliga huvudroll - drama |
| - Mickey Rourke – The Wrestler - Brad Pitt – Benjamin Buttons otroliga liv - Frank Langella – Frost/Nixon - Sean Penn – Milk - Leonardo DiCaprio – Revolutionary Road | - Kate Winslet – Revolutionary Road - Angelina Jolie – Changeling - Meryl Streep – Tvivel - Kristin Scott Thomas – Jag har älskat dig så länge - Anne Hathaway – Rachel Getting Married    |
| Bästa manliga huvudroll - musikal eller komedi | Bästa kvinnliga huvudroll - musikal eller komedi |
| - Colin Farrell – In Bruges - Brendan Gleeson – In Bruges - Dustin Hoffman – Last Chance Harvey - James Franco – Pineapple Express - Javier Bardem – Vicky Cristina Barcelona | - Sally Hawkins – Happy-Go-Lucky - Frances McDormand – Burn After Reading - Emma Thompson – Last Chance Harvey - Meryl Streep – Mamma Mia! - Rebecca Hall – Vicky Cristina Barcelona       |
| Bästa manliga biroll | Bästa kvinnliga biroll |
| - Heath Ledger – The Dark Knight (postum) - Philip Seymour Hoffman – Tvivel - Ralph Fiennes – The Duchess - Tom Cruise – Tropic Thunder - Robert Downey, Jr. – Tropic Thunder | - Kate Winslet – The Reader - Amy Adams – Tvivel - Viola Davis – Tvivel - Penélope Cruz – Vicky Cristina Barcelona - Marisa Tomei – The Wrestler                                           |
| Bästa regi | Bästa manus |
| - Danny Boyle – Slumdog Millionaire - David Fincher – Benjamin Buttons otroliga liv - Ron Howard – Frost/Nixon - Stephen Daldry – The Reader - Sam Mendes – Revolutionary Road | - Slumdog Millionaire – Simon Beaufoy - Benjamin Buttons otroliga liv – Eric Roth och Robin Swicord - Tvivel – John Patrick Shanley - Frost/Nixon – Peter Morgan - The Reader – David Hare |
| Bästa sång | Bästa musik |
| - "The Wrestler" (Bruce Springsteen) – The Wrestler - "I Thought I Lost You" (Miley Cyrus och Jeffrey Steele) – Bolt - "Once in a Lifetime" (Beyoncé Knowles, Amanda Ghost, Scott McFarnon, Ian Dench, James Dring och Jody Street) – Cadillac Records - "Gran Torino" (Clint Eastwood, Jamie Cullum, Kyle Eastwood och Michael Stevens) – Gran Torino - "Down to Earth" (Peter Gabriel och Thomas Newman) – WALL-E | - Slumdog Millionaire – A.R. Rahman - Changeling – Clint Eastwood - Benjamin Buttons otroliga liv – Alexandre Desplat - Motstånd – James Newton Howard - Frost/Nixon – Hans Zimmer         |
| Bästa animerade film | Bästa utländska film |
| - WALL-E - Bolt - Kung Fu Panda | - Waltz with Bashir (Israel) - Der Baader Meinhof Komplex (Tyskland) - Gomorra (Italien) - Jag har älskat dig så länge (Frankrike) - Maria Larssons eviga ögonblick (Sverige/Danmark)      |

### Television
| Bästa TV-serie - drama | Bästa TV-serie - musikal eller komedi |
| --- | --- |
| - Mad Men - Dexter - House - In Treatment - True Blood | - 30 Rock - Californication - Entourage - The Office - Weeds |
| Bästa manliga huvudroll i en TV-serie - drama | Bästa kvinnliga huvudroll i en TV-serie - drama |
| - Gabriel Byrne – In Treatment - Michael C. Hall – Dexter - Hugh Laurie – House - Jon Hamm – Mad Men - Jonathan Rhys Meyers – The Tudors                       | - Anna Paquin – True Blood - Sally Field – Brothers & Sisters - Kyra Sedgwick – The Closer - Mariska Hargitay – Law & Order: Special Victims Unit - January Jones – Mad Men |
| Bästa manliga huvudroll i en TV-serie - musikal eller komedi                                                                                                   | Bästa kvinnliga huvudroll i en TV-serie - musikal eller komedi |
| - Alec Baldwin – 30 Rock - David Duchovny – Californication - Kevin Connolly – Entourage - Tony Shalhoub – Monk - Steve Carell – The Office                    | - Tina Fey – 30 Rock - Christina Applegate – Samantha Who? - Debra Messing – The Starter Wife - America Ferrera – Ugly Betty - Mary-Louise Parker – Weeds                   |
| Bästa manliga huvudroll i en miniserie eller TV-film | Bästa kvinnliga huvudroll i en miniserie eller TV-film |
| - Paul Giamatti – John Adams - Kiefer Sutherland – 24: Redemption - Ralph Fiennes – Bernard och Doris - Kevin Spacey – Recount - Tom Wilkinson – Recount       | - Laura Linney – John Adams - Judi Dench – Cranford - Catherine Keener – American Crime - Susan Sarandon – Bernard och Doris - Shirley MacLaine – Coco Chanel               |
| Bästa manliga biroll i en TV-serie, miniserie eller TV-film | Bästa kvinnliga biroll i en TV-serie, miniserie eller TV-film |
| - Tom Wilkinson – John Adams - Jeremy Piven – Entourage - Neil Patrick Harris – How I Met Your Mother - Blair Underwood – In Treatment - Denis Leary – Recount | - Laura Dern – Recount - Rachel Griffiths – Brothers & Sisters - Eileen Atkins – Cranford - Melissa George – In Treatment - Dianne Wiest – In Treatment                     |
| Bästa miniserie eller TV-film | |
| - John Adams - Cranford - Bernard och Doris - A Raisin in the Sun - Recount                                                                                    | |

### Cecil B. DeMille Award
- Steven Spielberg